# 煙墩山隧道
煙墩山隧道（英語：Beacon Hill Tunnel），別稱二號隧道、舊筆架山隧道，是香港的一條已停止用作鐵路運輸的隧道，建造之初原是九廣鐵路英段的鐵路專用隧道，用以穿越筆架山將九龍和新界連接，其九龍端的隧道口位於九龍塘歌和老街晉利花園附近。九廣鐵路局於1970年代後期落實將九鐵英段（今東鐵綫）電氣化及全線雙軌雙程行車，由於煙墩山隧道只有一條路軌及在二戰時曾被爆破堵塞帶來維護困難等問題，因此鐵路局在煙墩山隧道附近建造新的筆架山隧道，並於後者在1981年通車後停用，及後交回政府。現時隧道由中華煤氣公司租用，在內部鋪設有管道輸送煤氣及天然氣。

## 歷史
現時舊有的筆架山隧道仍然使用，位置是現有隧道以東約10-20米，由建築家修斐（Frederick Southey，拔萃男書院早年校友）設計。不過自九鐵雙線化以後，隧道已鋪設煤氣管道，作為連接九龍及新界的煤氣之用，並於2015年增設一條天然氣管道。
隧道於1906年動工，1909年完成接通，1910年隨整條九廣鐵路英段通車而啟用。
建築隧道時考慮成本問題，採用了單軌設計。當時開挖隧道時，採用兩邊共同開挖的方法。可是因為測度數據錯誤，導致第一次開挖時兩邊未能接通，最後要作出修正。
筆架山的地質結構複雜，又有巨大但鬆散的花崗岩，所以不能一下子用炸藥開挖的方法，只能首先進行小規模爆破，之後再用人手慢慢開鑿，平均每星期僅進展18英呎，導致工程進度被迫拖慢。隧道的造價達到300萬港元，佔整段九鐵英段工程開支逾三分之一，亦是英段中最困難的工程。
起初為僱用是一批華人開挖的，但是他們有風水的概念，認為開挖隧道會騷擾神靈而不斷反對。最後建造公司不得不從印度、中國山東以至意大利聘請工人到香港完成工程。另外，由於香港的惡劣天氣，颱風及惡劣的衛生環境，導致最少十數名隧道工人及工程師因瘧疾、腳氣病或吸入濃煙等原因死亡，而建造期間共有五十人死亡。
1941年12月8日香港保衛戰爆發，英軍為了拖延日軍向九龍市區推進，於12月11日出動皇家工兵在隧道內進行爆破，將隧道堵塞，並把路軌破壞。日軍佔領香港後出於實際需要，很快便嘗試修復隧道，因為隧道損毀嚴重，故隧道須要到1942年3月25日才能重開。1945年8月日軍戰敗香港重光後，英軍及港府進一步修復隧道，不過因為隧道的結構已經受損，經常出現滲水的情況。
另外因地理的問題，兩端隧道口均為上斜路段，沙田出口方向的斜度是1:100（10‰），九龍出口方向的斜度是1:150（7‰）。換言之火車無論是從哪一端進入，當駛至隧道中段時便會下斜坡；而現有的單管雙向行車隧道則為北行方向上斜。從前蒸汽機車的年代，列車都要在沙田及油麻地站（即現時旺角東站）停留長一點，以確保蒸汽機車儲備充足動力（以最大馬力）驅動列車，即使如此，這些機車上斜時仍較吃力。柴油機車表現較佳，但同樣也要開足馬力才行。因此列車進入隧道時，客車車廂的燈光會較為昏暗。隧道內亦經常佈滿廢氣，即使在夏天，乘客在通過隧道時都會把窗全部關上。
配合九鐵現代化工程，舊隧道於1981年4月24日關閉，新隧道於兩天後（即4月26日）正式開放使用。4月25日火車運作只到沙田及旺角站，乘客需要轉乘巴士。1982年初，九龍和羅湖間每日對開21班客運列車，而九廣鐵路亦已經於1983年中全面電氣化。
1980年代有人提出將隧道改建為行車隧道，紓緩獅子山隧道擠塞問題，但當時由政府委聘的顧問研究指隧道沒有消防及逃生等設備，亦須作改建以配合道路網。建議最終沒被採納。

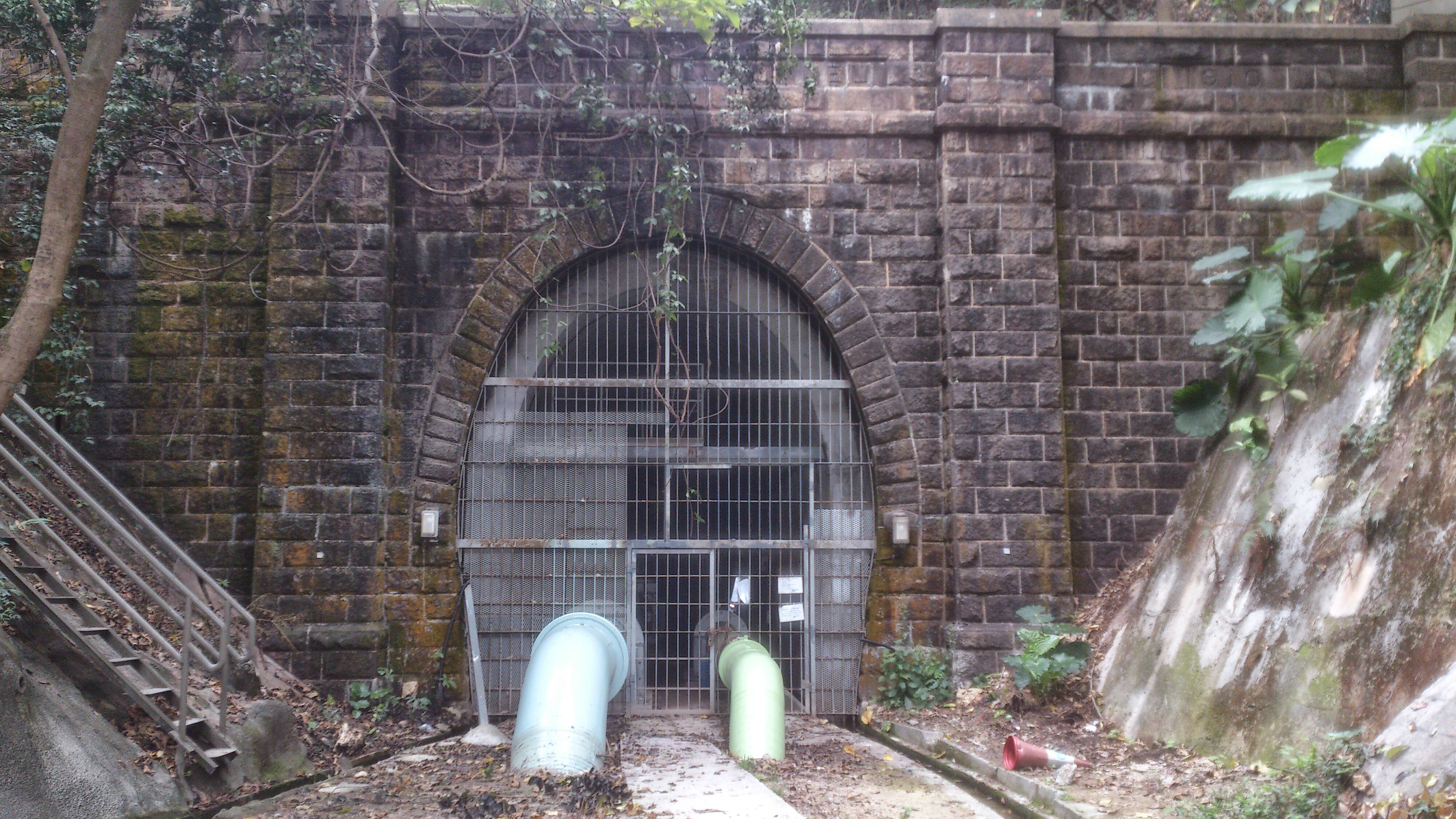
2015年時的舊筆架山隧道九龍出口，雖然在1981年停止用作鐵路運輸用途，但後來被用作鋪設輸氣管道

這條舊隧道並未列入香港法定古蹟，也未作任何歷史價值評級，只有隧道出入口的兩幅花崗岩磚牆得到完好保留，上面仍可隱約看到磚上標示的隧道名稱「Beacon Hill Tunnel」、施工和竣工年份（1906、1910）。

## 註腳
1. ↑  該管道連接深圳天然氣接收站及馬頭角煤氣廠，為後者提供生產煤氣的原料。